# ジェームズ・ベルーシ
ジェームズ・ベルーシ（James Belushi, 1954年6月15日 - ）は、アメリカ合衆国出身のコメディアン・俳優。ジョン・ベルーシは兄。

## 経歴
シカゴ生まれ。両親共にアルバニア系。シカゴ近郊のウィートンで育ち、地元の高校を卒業したのちは南イリノイ大学カーボンデール校を卒業している。
その後、兄のジョンと共にシカゴを拠点とした即興コメディ劇団セカンド・シティへ参加。1978年にはブライアン・デ・パルマが監督でカーク・ダグラス主演のホラー映画『フューリー』にノークレジットで出演し、同年『Who's Watching the Kids?』などへも出演しデビューを飾った。
1982年に兄のジョンが死去した翌年に、兄が出演して人気を博したコメディ番組『サタデー・ナイト・ライブ』（SNL）へ出演し、コメディ俳優としての地位を確立。それ以降は映画やテレビなど様々なジャンルの作品へコンスタントに出演を重ねている。1984年にはSNLでプライムタイム・エミー賞にもノミネートされた。
活躍は役者としてのみならず、兄ジョンが『ブルース・ブラザース』で演じたジョリエット・ジェイクの実弟「ブラザーZee・ブルース」という設定で、ブルース・ブラザーズ・バンドの再結成（1996年）に参加。同じく新加入のジョン・グッドマン（マイティ・マック）と共にボーカルを担当した。ただし、1998年公開の『ブルース・ブラザース2000』にはTV番組のスケジュールの都合で参加できなかった。
2003年にはブルース・ブラザーズ・バンドのリーダーであるダン・エイクロイドと共にアルバムも発売。2006年には初の著書である「Real Men Don't Apologize」というタイトルの書籍も執筆している。また自分のルーツでもあるアルバニア系に対する造詣も深く、2008年には同国のティラナを訪問し、当時のアルバニア大統領バミル・トピとも面会し、2009年にアルバニアの市民権も獲得した。

## 主な出演作品
| 公開年 | 邦題 原題                                                                                      | 役名                                         | 備考                                                    |
| ------ | ---------------------------------------------------------------------------------------------- | -------------------------------------------- | ------------------------------------------------------- |
| 1981   | ザ・クラッカー/真夜中のアウトロー Thief                                                        | バリー                                       |                                                         |
| 1983   | 大逆転 Trading Places                                                                          | ハーヴィー                                   |                                                         |
| 1984   | ソープ・コメディ/ベスト・レッグス The Best Legs in Eighth Grade                                | セント・バレンタイン                         | テレビ映画                                              |
| 1985   | 赤い靴をはいた男の子 The Man with One Red Shoe                                                 | モリス                                       |                                                         |
| 1986   | サルバドル/遥かなる日々 Salvador                                                               | ドクター・ロック                             |                                                         |
| 1986   | きのうの夜は… About Last Night                                                                 | バーニー                                     |                                                         |
| 1986   | ジャンピン・ジャック・フラッシュ Jumpin' Jack Flash                                            | 修理工／怒ったタクシー運転手／怪我をした警官 |                                                         |
| 1986   | リトル・ショップ・オブ・ホラーズ Little Shop of Horrors                                        | パトリック・マーティン                       |                                                         |
| 1987   | 暴力教室'88 The Principal                                                                      | リック・ラティマー                           |                                                         |
| 1987   | キツイ刑事 Real Men                                                                            | ニック                                       |                                                         |
| 1988   | レッドブル Red Heat                                                                            | アート・リジック                             |                                                         |
| 1988   | ジョン・キャンディの 迷探偵ハリーにまかせろ?! Who's Harry Crumb?                               | バスの中の男                                 | クレジットなし                                          |
| 1989   | K-9/友情に輝く星 K-9                                                                           | ドゥーリー                                   |                                                         |
| 1989   | 天使が降りたホームタウン Homer and Eddie                                                       | ホーマー                                     |                                                         |
| 1990   | パレルモ Dimenticare Palermo                                                                   | カーマイン・ボナヴィア                       |                                                         |
| 1990   | ファイロファックス/トラブル手帳で大逆転 Taking Care of Business                                | ジミー                                       |                                                         |
| 1990   | ダン・エイクロイドとジム・ベルーシの ハーレーダビッドソン&クレイジーライダー Masters of Menace | ジプシー                                     |                                                         |
| 1990   | MR.デスティニー Mr. Destiny                                                                    | ラリー・ジョセフ・バロウズ                   |                                                         |
| 1991   | オンリー・ザ・ロンリー Only the Lonely                                                         | サルバトーレ                                 |                                                         |
| 1991   | 錆びついた銃弾 Diary of a Hitman                                                               | シャンディ                                   |                                                         |
| 1991   | カーリー・スー Curly Sue                                                                       | ビル・ダンサー                               |                                                         |
| 1992   | モンテカルロ殺人事件 Once Upon a Crime...                                                      | ニール                                       |                                                         |
| 1992   | 赤い殺意 Traces of Red                                                                         | ジャック・ドブソン                           |                                                         |
| 1993   | ロイス Royce                                                                                   | シェーン・ロイス                             | テレビ映画                                              |
| 1993   | ラスト・アクション・ヒーロー Last Action Hero                                                  | 本人                                         |                                                         |
| 1994   | ジョン・キャンディの大進撃 Canadian Bacon                                                      | チャールズ・ジャッカル                       |                                                         |
| 1995   | デザート・ストーム/新・サハラ戦車隊 Sahara                                                     | ジョーン・ガン                               | テレビ映画                                              |
| 1995   | ジョニー・デスティニー Destiny Turns on the Radio                                              |                                              |                                                         |
| 1995   | 多重人格 Separate Lives                                                                        | トム・ベックウィズ                           |                                                         |
| 1996   | レース・ザ・サン Race the Sun                                                                  | フランク                                     |                                                         |
| 1996   | ジングル・オール・ザ・ウェイ Jingle All the Way                                                | モールのサンタ                               |                                                         |
| 1997   | リバース Retroactive                                                                           | フランク                                     |                                                         |
| 1997   | ストーカー/狂気の罠 Living in Peril                                                            | ハリソン／オリヴァー                         |                                                         |
| 1997   | ギャングシティ Gang Related                                                                    | フランク・ディヴィンチ刑事                   |                                                         |
| 1999   | 犯行予告 Angel's Dance                                                                         | スティーヴィー・ロッセリーニ                 |                                                         |
| 1999   | ギャング・オブ・シカゴ 復讐の鎮魂歌 Justice                                                    | フランク                                     | テレビ映画                                              |
| 1999   | ブルズ・アイ Made Men                                                                          | ビル                                         |                                                         |
| 2000   | K-911                                                                                          | マイク・ドゥーリー刑事                       | ビデオ作品                                              |
| 2000   | この胸のときめき Return to Me                                                                  | ジョー・デイトン                             |                                                         |
| 2001   | リーマン・ジョー! Joe Somebody                                                                 | チャック・スカーレット                       |                                                         |
| 2002   | K-9/はみだしコンビ大復活! K-9: P.I.                                                            | マイク・ドゥーリー刑事                       | ビデオ作品                                              |
| 2003   | イージー・シックス Easy Six                                                                    | エルヴィス                                   |                                                         |
| 2005   | リトル・レッド レシピ泥棒は誰だ!? Hoodwinked!                                                  | カーク                                       | アニメ、声の出演                                        |
| 2006   | ライアンを探せ! The Wild                                                                       | ベニー                                       | アニメ、声の出演                                        |
| 2007   | 鉄ワン・アンダードッグ Underdog                                                                | ダン                                         |                                                         |
| 2010   | ゴーストライター The Ghost Writer                                                              | ジョン・マドックス                           |                                                         |
| 2011   | ニューイヤーズ・イブ New Year's Eve                                                            | Building Super                               |                                                         |
| 2016   | エッジ・オブ・バイオレンス The Hollow Point                                                    | シェパード・ディアス                         | 日本劇場未公開 WOWOWで放送                              |
| 2016   | Undrafted                                                                                      | ジョーイ                                     | 日本劇場未公開 原題のままAmazonプライム・ビデオで配信。 |
| 2016   | グッバイ、ケイティ Katie Says Goodbye                                                          | ベアー                                       | 日本劇場未公開 U-NEXTで配信                             |
| 2017   | 女と男の観覧車 Wonder Wheel                                                                    | ハンプティ・ラネル                           |                                                         |

### テレビシリーズ
| 放映年    | 邦題 原題                                      | 役名                     | 備考             |
| --------- | ---------------------------------------------- | ------------------------ | ---------------- |
| 1984      | フェアリーテール・シアター Faerie Tale Theatre | マリオ                   | オムニバスドラマ |
| 1993      | ワイルド・パームス Wild Palms                  | ハリー                   | ミニシリーズ     |
| 2001      | ER緊急救命室 ER                                | ダン・ハリス             | シーズン7 第10話 |
| 2001-2009 | According to Jim                               | ジム                     | 182エピソード    |
| 2010-2011 | ディフェンダーズ 闘う弁護士 The Defenders      | ニック・モレリ           | 18エピソード     |
| 2017      | ツイン・ピークス Twin Peaks                    | ブラッドリー・ミッチャム |                  |

## アニメ
- ガーゴイルズ Gargoyles (1994)
- ペンギン物語〜きらきら石のゆくえ〜 The Pebble and the Penguin (1995)
- ホーホケキョとなりの山田くん (1999) 山田たかし (英語吹替え版)

## 参照
1. ↑  http://www.jimbelushi.ws/biography.htm
2. 1 2  “James Belushi Biography”. 2016年1月10日閲覧。